# Hô Diên Chước
Hô Diên Chước (tiếng Trung: 呼延灼; phiên âm: Huyan Zhou), là một trong 36 Thiên Cang Tinh, sao Thiên Uy, biệt hiệu là Song Tiên (双鞭 2 cây roi) - do ông chuyên dùng vũ khí là hai ngọn roi thép. Ông là hậu duệ của mãnh tướng Hô Diên Tán. Ông đứng thứ ba trong Ngũ hổ tướng Lương Sơn.

## Đánh Lương Sơn thất bại
Hô Diên Chước được Cao Cầu tiến cử làm đại tướng chinh phạt Lương Sơn, ông đã cùng 2 phó tướng Hàn Thao, Bành Kỷ bày trận Thiết Giáp Liên Hoàn Mã khiến các Đầu lĩnh Lương Sơn một phen khốn đốn. Trong một ngày, ông liên tiếp đấu với 5 viên Đầu lĩnh là Tần Minh, Lâm Xung, Hoa Vinh, Hổ Tam Nương và Tôn Lập. Tuy nhiên ông vẫn bại trận, do Lương Sơn chiêu mộ được Từ Ninh nhập đảng, quân sĩ được hướng dẫn và luyện thành thạo cách đánh câu liêm thương đã phá tan trận Thiết Giáp Liên Hoàn Mã, hai phó tướng cũng bị bắt, ông đành chạy sang Thanh Châu nương nhờ Tri phủ Mộ Dung Ngạn Đạt.

## Đánh 3 nhóm sơn tặc ở Nhị Long Sơn, Đào Hoa Sơn và Bạch Hổ Sơn
Tri phủ Thanh Châu là Mộ Dung Ngạn Đạt nghe danh Hô Diên Chước từ lâu nên chấp nhận cho nương nhờ, chờ lập công chuộc tội. Thực chất là lợi dụng ông để dẹp đám sơn tặc ở Nhị Long Sơn, Đào Hoa Sơn và Bạch Hổ Sơn, rồi chiếm công để thăng quan tiến chức. Các thủ lĩnh sơn tặc ở Đào Hoa Sơn và Bạch Hổ Sơn không phải là đối thủ của Hô Diên Chước, ông đã đánh bại và bắt được Khổng Minh. Lý Trung và Chu Thông phải trốn về núi Nhị Long cầu cứu Lỗ Trí Thâm, còn Khổng Lượng thì chạy đi cầu cứu Lương Sơn. Tống Giang biết ông ở Thanh Châu, liền xuất binh tới cứu Nhị Long Sơn. Ngô Dụng bày mưu phá trận Trường Xà, rồi dẫn dụ Hô Diên Chước vào bẫy để bắt sống. Khi bị bắt, ông vẫn giữ khí tiết của mình không chịu đầu hàng, Tống Công Minh thân hành cởi trói, đối đãi cung kính khiến ông cảm động mới chịu nhập đảng.
Theo kế của Ngô Dụng, ông và một số Đầu lĩnh(đóng giả làm binh lính) quay về Thanh Châu nói dối là trốn thoát về để lừa Mộ Dung Ngạn Đạt mở cửa thành, giúp quân Lương Sơn đánh chiếm thành và giết tên Mộ Dung Tri phủ tàn ác.

## Hổ tướng Lương Sơn Bạc
Sau khi gia nhập Lương Sơn, Hô Diên Chước tham gia rất nhiều trận đánh, lập rất nhiều chiến công, tiêu biểu là việc trá hàng lừa Quan Thắng.
Khi phân chia thứ bậc, ông ngồi ghế thứ 8, thuộc nhóm 36 Thiên Cương tinh, sao Thiên Uy, đứng thứ 4 trong Ngũ Hổ tướng Lương Sơn Bạc.

## Sau khi chiêu an
Sau khi được chiêu an, Hô Diên Chước đã lập được rất nhiều công lao cho Lương Sơn Bạc như đẩy lui giặc Liêu, bắt sống tướng Liêu Ngột Nhan Diên Thọ, bình định hai cuộc khởi nghĩa của Điền Hổ, Vương Khánh. Sau đó, Hô Diên Chước lại theo Tống Giang tiêu diệt Phương Lạp ở Giang Nam, khi trở về Hô Diên Chước được vua phong chức Binh mã chỉ huy sứ Ngự doanh.

## Tử trận tại Bình Giang
Trong Thuyết Nhạc toàn truyện, về sau, quân Kim sang xâm lược nhà Tống do Ngột Truật cầm đầu truy kích vua Tống Cao Tông, Hô Diên Chước lúc này đã hơn trăm tuổi, ở ẩn tại huyện Hải Điểm, địa phận Bình Giang đã cứu giá, chiến đấu với Ngột Truật để bảo vệ vua Tống. Nhưng không may, Hô Diên Chước do tuổi cao sức yếu nên đã tử trận, bị Ngột Truật phanh xác. Sau đó vua Tống Cao Tông đã phải bỏ chạy và đi tìm Nhạc Phi ở Ngưu Đầu Sơn.

## Trong Đãng Khấu Chí
Tại hồi 61, Hô Diên Chước, Hàn Thao, Bành Kỷ, Tuyên Tán, Hách Tư Văn trấn thủ Gia Tường. Quân triều đình do Vân Thiên Bưu tiến đánh, Song Tiên dẫn Hàn, Banh hai tướng ra nghênh chiến, tuy nhiên bị thua to. Hàn, Bành chết trận, Gia Tường thất thủ, Hách Tuyên 2 tướng bị bắt sống. Hô Diên Chước một mình một ngựa đến Nam Vượng Doanh, cùng Đan Đình Khuê & Ngụy Định Quốc dốc hết binh mã tấn công hòng đoạt lại Gia Tường. Hô Diên Chước 4 ngày đánh 4 cửa thành, hoàn toàn thất bại, Đan Ngụy bị bắt, Song Tiên lủi thủi về Lương Sơn.
Tại hồi 63, Hô Diên Chước làm đại tướng, phó tướng là Lý Vân lĩnh đội 2 trấn giữ Nhị Quan. Quân triều đình chia ba cánh công phá dữ dội, trên ai Song tiên ra sức phòng thủ đánh lại từ sáng đến trưa, thấy cửa ải sắp vỡ, quân triều đình nhất tề xông lên. Hô Diên Chước thấy Trương Thanh liền giao Nhị quan lại cho trấn giữ, phần mình dẫn quân liều chết đánh lại, hy vọng giữ được ải.
Hô Diên Chước đã nghĩ đến cái chết liều mình chống trả, sức địch 4 mãnh tướng của triều đình là Thân Tòng Trung, Đặng Tông Bật, Đào Chấn Đình và Trương Ứng Lôi. Giao chiến liên tục từ trưa đến tối đánh đến cả mấy trăm hiệp với 4 tướng không hế nao núng, tuy nhiên sức người có hạn, 2 ngọn roi sắt vẫn kiên cường chống trả, Tân Tòng Trung nóng lòng muốn đánh đổ Hô Diên Chước nên trá bại, Hô Diên Chước bất kể sống chết thúc ngựa đuổi theo. Tân Tòng Trung vội phóng phi tiêu, Hô Diên Chước không kịp phòng bị, bị trúng yết hầu, ngã lăn xuống ngựa.
Hô Diên Chước lấy thân mình ngăn 4 tướng, cản vạn quân, nhờ đó mà Nhị quan kịp thời được bảo vệ.